# فردی دی گوینگاند
فردی دی گوینگاند (انگلیسی: Freddie de Guingand; ۲۸ فوریهٔ ۱۹۰۰ – ۲۹ ژوئن ۱۹۷۹) فرد نظامی اهل بریتانیا بود. وی همچنین برندهٔ جوایزی همچون نشان امپراتوری بریتانیا، و نشان حمام، نشان امپراتوری بریتانیا، و نشان امپراتوری بریتانیا، و نشان خدمات برجسته (ارتش آمریکا) شده است.